# 松元文子
松元 文子（まつもと ふみこ、1906年11月21日 - 1996年12月9日）は、日本の料理・栄養学者。

## 略歴
千葉県印旛郡千代田村（現四街道市）出身。旧制・真田。1929年東京女子高等師範学校家事科卒。高等女学校教諭、東京女子高等師範教員、1940-1942年宮城県女子専門学校教授、東京女子高等師範助教授、教授、1949年お茶の水女子大学助教授を経て、教授、1972年定年退官、名誉教授、女子栄養大学教授を務めた。調理科学研究会会長を務めた。

## 著書
- 『調理実験』柴田書店 1956
- 『調理と水』 (生活新書) 家政教育社 1963
- 『食べ物と水』家政教育社 1988
- 『忘れ得ぬ言葉』東峰書房 1993

### 共著・監修
- 『家政学実験講座 第2 食品化学と調理』辻村みちよ, 山西貞共著 お茶の水女子大学家政学部編. 岩崎書店 1955
- 『西洋・中華料理』河野貞子, 南雲ハツヨ共著 光文社 1957
- 『料理 基礎から応用まで』河野貞子共著 光文社 1957
- 『お茶の水女子大学家政学講座 8 調理学』松元文子 [等]著 光生館 1972
- 『調理と米』福場博保共著 学建書院 1979
- 『調理のための食品成分表』編. 柴田書店 1980
- 『食事計画論』編著 建帛社 1980
- 『2001年の調理学』石毛直道共編著 光生館 1988
- 『新・調理学』編著 光生館 1990
- 『調理と食生活のための食品成分表』浜島教子共監修 柴田書店 1997
- 『調理実験 4訂版』吉松藤子共編 柴田書店 1997